# جوني ووكر (ممثل)
جوني ووكر (بالإنجليزية: Johnnie Walker)‏ هو منتج أفلام وممثل أمريكي، ولد في 7 يناير 1894 بنيويورك في الولايات المتحدة، وتوفي بنفس المكان في 5 ديسمبر 1949.

## أعمال

### مسلسلات
- ذا درو كاري شو

## وصلات خارجية
- جوني ووكر على موقع IMDb (الإنجليزية)
- جوني ووكر على موقع أول موفي (الإنجليزية)
- جوني ووكر على موقع قاعدة بيانات برودواي على الإنترنت (الإنجليزية)
- جوني ووكر على موقع قاعدة بيانات الأفلام السويدية (السويدية)
- جوني ووكر على موقع قاعدة بيانات الفيلم (الإنجليزية)
- جوني ووكر على موقع كينوبويسك (الروسية)